# Ernesta Oltremonti

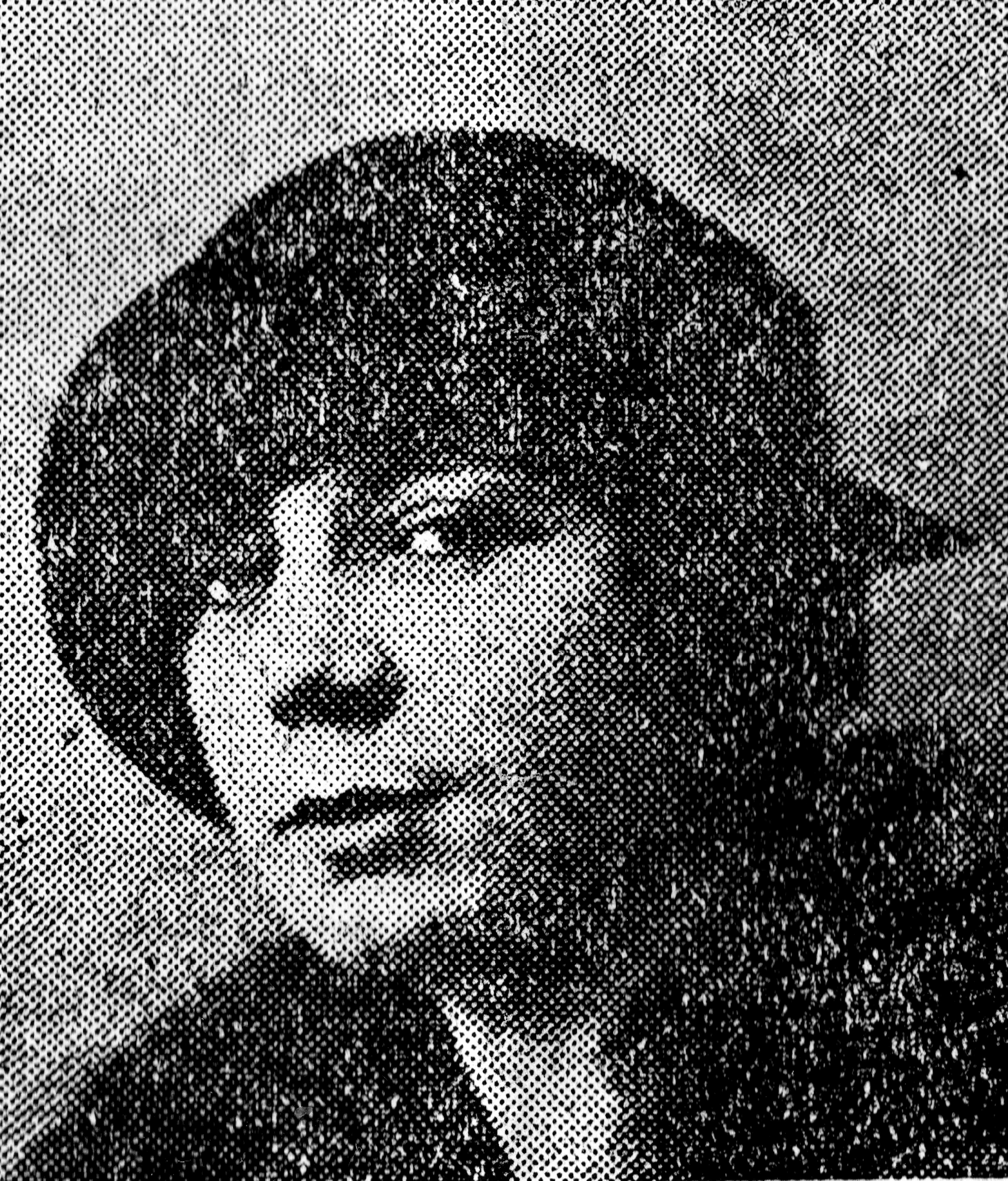
Die einzige bekannte Fotografie von Ernesta Oltremonti, veröffentlicht in Comœdia 1930, aufgenommen während ihres Aufenthaltes in Paris (1927–1931)

Ernesta Oltremonti (* 18. Januar 1899 in Venedig; † 16. Juni 1982 in Rom) war eine italienische Malerin, die bis 1935 in Venedig, dann bis in die späten 1930er oder frühen 1940er Jahre in Rom tätig war.

## Leben und Werk
Ernesta Oltremonti wurde als erste von drei Töchtern der venezianischen Adligen Ernesta Veronese und des Marineoffiziers Arturo Oltremonti in der Calle Vitturi geboren. Sie besuchte in ihrem Geburtsort Venedig die Accademia di belle arti und die entsprechenden Institutionen in Florenz und in Rom. 1920 erhielt sie die Lehrbefugnis, das Diploma di abilitazione all’insegnamento.
Sie besuchte das Atelier von Emilio Notte (1891–1982) in Venedig und nahm an der Primaverile Fiorentina teil. Dort stellte sie laut Ausstellungskatalog die Bilder Vecchia mendicante und Signorina in rosso aus. 
Auch lernte sie bei Galileo Chini (1873–1956). 1924 nahm sie mit 25 Jahren erstmals an der Biennale di Venezia teil, und, wie der Gazzettino berichtete, war ihre Ausstellung sehr gut besucht. Dort stellte sie ihr Gemälde Adamo ed Eva aus, das 1922 entstanden war. Auch 1926, 1928 und 1930 nahm sie an der Biennale teil und partizipierte an fast allen Ausstellungen in der Ca’ Pesaro.
Ihrer leidenschaftlichen Beziehung zum verheirateten Emilio Notte entzog sie sich, und so verließ sie Venedig. 1927 bis 1931 lebte sie in Paris. Dort lebte sie in der Rue de la Grande Chaumière 15, Montparnasse.
1935 ging sie mit ihrer Mutter und den beiden Schwestern nach Rom, wo sie bei den Quadriennali von 1931 bereits ausgestellt hatte, und wo 1935 und 1939 weitere Ausstellungen folgten. Bei den von den Faschisten organisierten Ausstellungen der Associazione Nazionale Fascista Artiste e Laureate wurde sie genauso wenig ausgestellt, wie bei anderen Veranstaltungen dieser Art.
Es scheint, als habe sie Anfang der 1940er Jahre ihre Arbeit eingestellt. Auch wurde sie nie Teil einer Kunstbewegung oder Schule. In einigen Bildern erscheint Venedig, wie bei ihrem kleinformatigen Werk Il Redentore, worin sie die Kirche klein und dunkel erscheinen lässt, während sich das Lebhafte in den Booten konzentriert.
Ernesta Oltremonti unterrichtete in ihrer zweiten Lebenshälfte am Liceo Artistico Ripetta in Rom, wo sie 1982 starb. Ihre beiden ledigen Schwestern lebten mit ihr zusammen. Sie soll einer ihrer Schwestern beim Sterben geholfen habe, wie in der Presse gemutmaßt wurde.
Ihre Gemälde sind vielfach nur in den Fotografien der Ausstellungsorte, vor allem der Biennale, der Ca’ Pesaro und der römischen Quadriennale erhalten, doch wo die Originale verblieben sind, ist ungeklärt.
2014 wurden einige ihrer Werke in Mirano ausgestellt, zusammen mit Werken von Maria Vinca, Giola Gandini und Gabriella Oreffice.